# Вінтербах (Південно-Західний Пфальц)
Вінтербах (нім. Winterbach) — громада в Німеччині, розташована в землі Рейнланд-Пфальц. Входить до складу району Південно-Західний Пфальц. Складова частина об'єднання громад Таляйшвайлер-Вальгальбен.
Площа — 7,03 км2. Населення становить 508 ос. (станом на 31 грудня 2020).

## Галерея

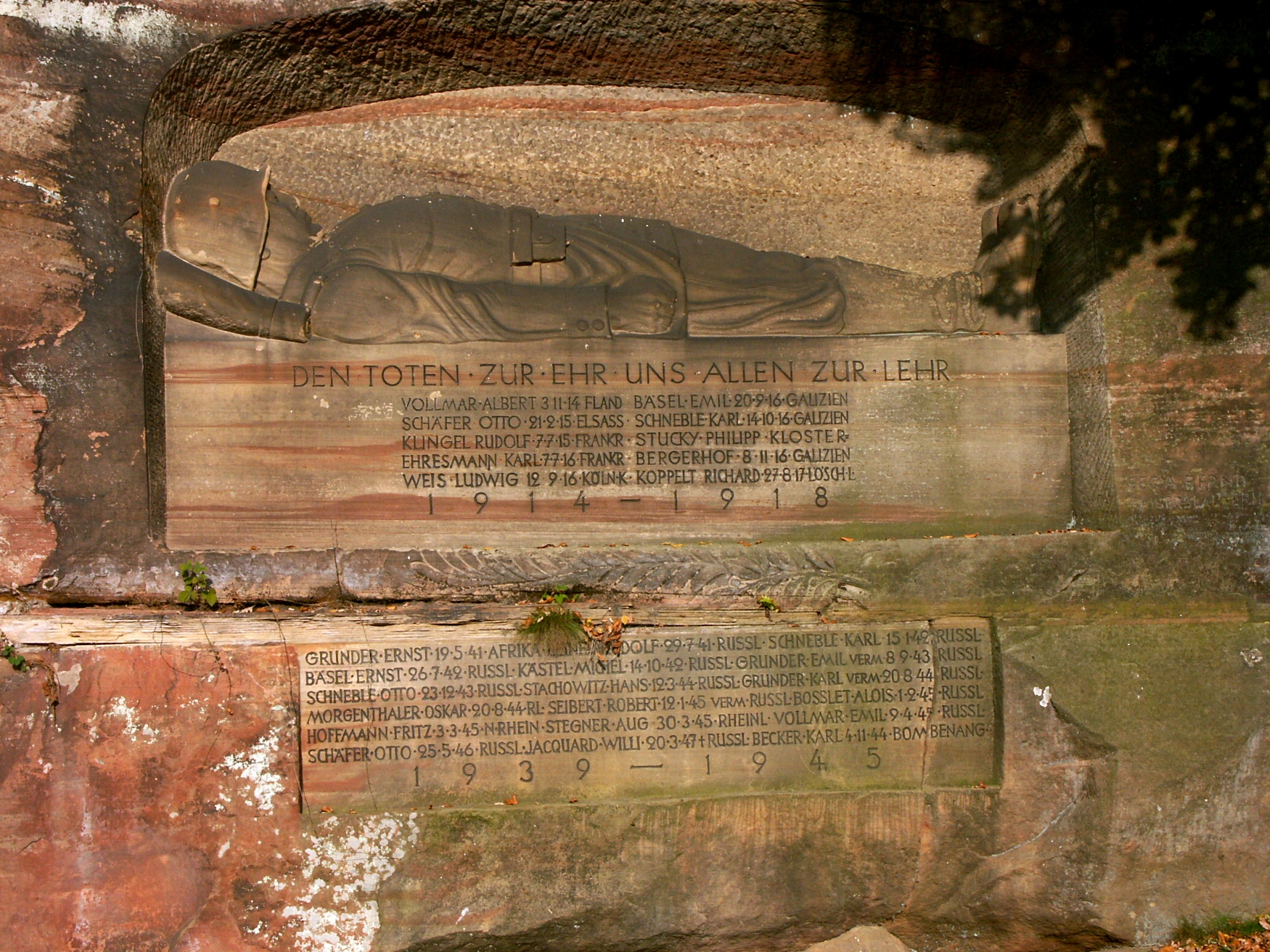